# Cañete de las Torres
Cañete de las Torres is een gemeente in de Spaanse provincie Córdoba in de regio Andalusië met een oppervlakte van 104 km². Cañete de las Torres telt 2.992 inwoners (1 januari 2016).

## Demografische ontwikkeling
Bron: INE, 1857-2011: volkstellingen